# 對馬國
對馬國（日语：〔〕／ Tsushimanokuni */?），日本古代的令制國之一，屬西海道，又稱對州。對馬國的領域即為現在長崎縣所屬的對馬島。

## 郡
- 上縣郡
- 下縣郡

## 相關項目
- 日本令制國列表